# Trillium grandiflorum
O trilio branco  (Trillium grandiflorum) é uma planta herbácea da família Melanthiaceae.

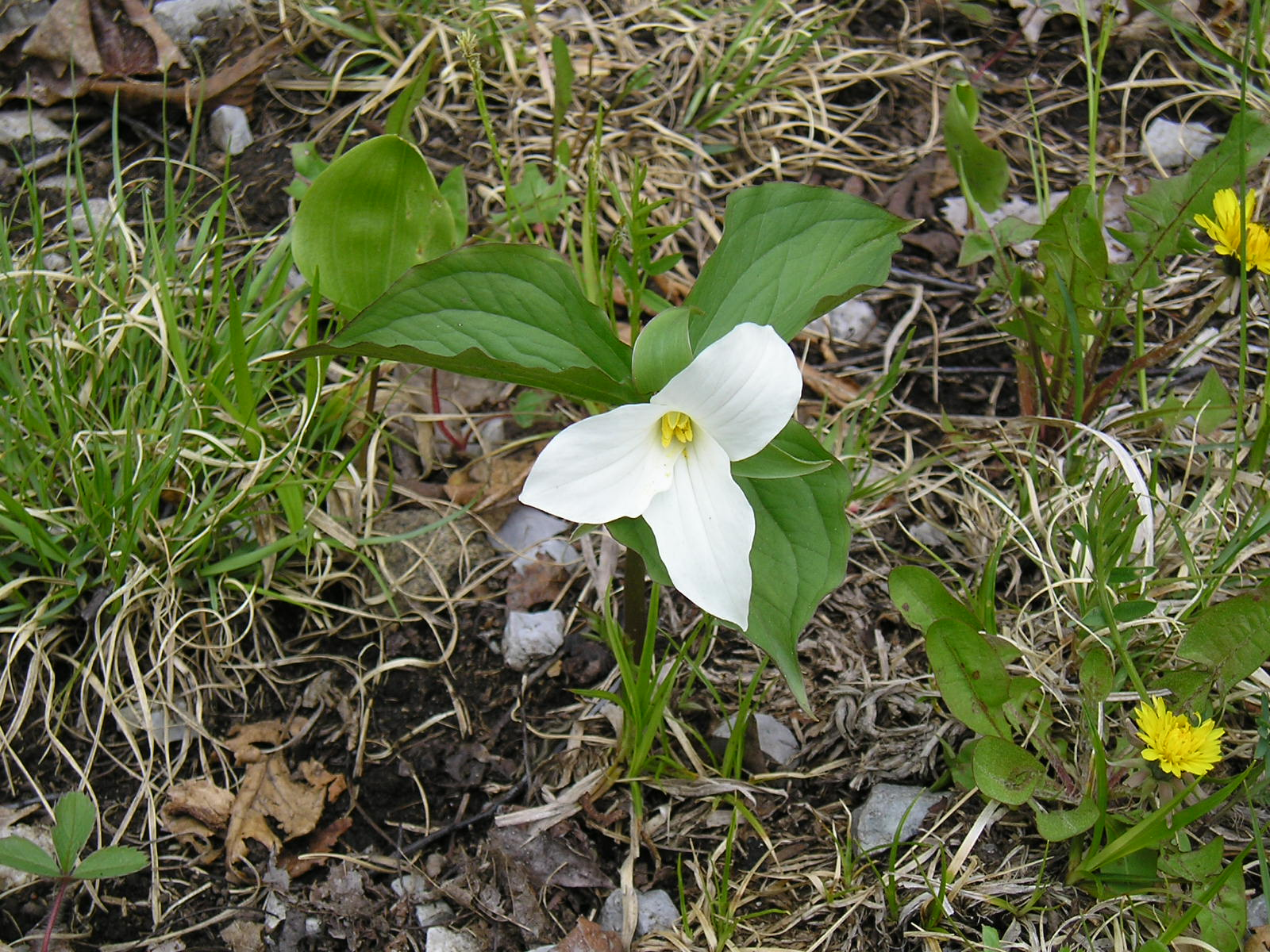
Trillium grandiflorum

## Distribuição
É nativa do oriente e centro das regiões temperadas da América do Norte, desde onde se difundiu como ornamental a muitas outras partes temperadas do mundo.

## Descrição
A flor é bráctea, e cresce sobre um conjunto de três folhas. A flor não é notória em seu estado fechado, mas tão cedo se abre numa grande floração de triplo pétalo. Com o tempo a flor volta de cor rosa.
O trilio branco é a flor provincial de Ontário, Canadá.

## Taxonomia
Trillium grandiflorum foi descrita por (Michx.) Salisb. e publicado em The Paradisus Londinensis 1: pl. 1. 1805.
Sinonímia
- Trillium chandleri Farw.
- Trillium chandleri forma foliaceum Farw.
- Trillium chandleri forma gladewitzii Farw.
- Trillium chandleri forma palaceum Farw.
- Trillium chandleri forma plenum Farw.
- Trillium chandleri forma subulatum Farw.
- Trillium erythrocarpum Curtis
- Trillium grandiflorum forma dimerum Louis-Marie
- Trillium grandiflorum forma divisum Louis-Marie
- Trillium grandiflorum forma elongatum Louis-Marie
- Trillium grandiflorum var. minimum N.coleman
- Trillium grandiflorum forma petalosum Louis-Marie
- Trillium grandiflorum forma regressum Louis-Marie
- Trillium grandiflorum forma striatum Louis-Marie
- Trillium lirioides Raf.
- Trillium lirioides forma albomarginatum Farw.
- Trillium lirioides forma giganteum Farw.
- Trillium lirioides var. longipetiolatum Farw.
- Trillium lirioides forma subsessile Farw.
- Trillium lirioides forma ungulatum Farw.
- Trillium lirioides forma variegatum Farw.
- Trillium liroides forma vegetum Farw.
- Trillium obcordatum Raf.
- Trillium rhomboideum var. grandiflorum Michx.
- Trillium scouleri Rydb.